# Вельбицький Ігор В'ячеславович
І́гор В'ячесла́вович Вельби́цький — (26 січня 1939 — 1 серпня 2019) — радянський і український учений у галузі кібернетики, інформатики та математичного забезпечення обчислювальних машин і систем, доктор фізико-математичних наук (1978), професор (1984), лауреат Державної премії Української РСР (1979).

## Життєпис
Народився 26 січня 1939 у місті Калінін, РРФСР.
Закінчив Пензенський політехнічний інститут (1962) за спеціальністю «Математичні та лічильно-розв'язувальні прилади і пристрої».
1964—1987 — в Інституті кібернетики імені В. М. Глушкова.
1971–1987 — керував проблемною лабораторією Інститута кібернетики АН УРСР та НВО «Електроприлад» Міністерства загального машинобудування СРСР.
1987–2009 — був Генеральним директором Міжнародного наукового Центру технології програмування Технософт НАН України, Державного комітету СРСР з науки та техніки й Державного Комітету зв'язку та інформатизації України.
Наукова діяльність І. В. Вельбицького пов'язана з візуальними технологіями програмування й автоматизованого виробництва програм реального часу ракетно-космічних систем.
З 2009 р. очолював Фонд В. М. Глушкова, який був одним із засновників журналу «Управляющие системы и машины» (2009-2019).
Автор понад 200 наукових праць та 10 винаходів.
1979 - Лауреат Державної премії України.
Помер після тривалої хвороби (діабет) 1 серпня 2019 року.

## Наукові дослідження
- Формальне завдання семантики мов програмування[4]
- Автоматизоване виробництво програм реального часу для ракетно-космічних систем і атомних підводних човнів.[4]
- Візуальні і розподілені технології програмування.

Автор аксіоматизованої технології програмування графічними структурами (Р-технології), на яку отримано міжнародний стандарт ISO 8631.
Запровадив у програмуванні поняття креслення та промислової дисципліни його супроводження (реінжиніринг).
Один з перших розпочав роботи зі створення національної складової всесвітньої комп'ютерної мережі Інтернет (від 1989).

## Праці
- Вельбицкий И. В. Формальное задание семантики языков современных систем программирования // Докл. АН СССР. 1975. Т. 223, № 6
- Вельбицкий И. В. Технология программирования. К., Техніка, 1984. - 279 с.
- Вельбицкий И. В. Безбумажная Р-технология проектирования широкого применения // Выч. техника социалистических стран, вып. 18.- М.: Финансы и статистика, 1985.- с. 21-39.[5]
- System Architecture of a Distributed Expert System for the Management of a National Data Network [Архівовано 8 червня 2018 у Wayback Machine.] // Lecture Notes in Computer Science. 1998. Vol. 1480 / співавт.: Ioannis Vlahavas, Nick Bassiliades, Ilias Sakellariou, Martin Molina, Sascha Ossowski, Ivan Futo, Zoltan Pasztor, Janos Szeredi, Igor Velbitskiy, Sergey Yershov, Sergey Golub, Igor Netesin
- Programming Technology // Mercado Mundial. 1999. № 450
- An Intelligent Agent Approach to the Management of National Network // IEEE Intelligent Systems. [Архівовано 27 червня 2012 у Wayback Machine.] 2001. № 5 / співавт.
- ExperNet: An Intelligent Multi-Agent System for WAN Management [Архівовано 14 квітня 2019 у Wayback Machine.], in Intelligent Systems, IEEE 17(1):62 - 72 · February 2002. - 33 p. / Iván Futó, Igor Netesin, János Szeredi, Sascha Ossowski, Ilias Sakellariou, Ioannis Vlahavas, Zoltán Pásztor, Martin Molina, Nick Bassiliades, Igor Velbitskiy, Sergey Yershov
- Графическое программирование и доказательство правильности программ // Ninth International Conference on Computer Science and Information Technologies, 23-27 September 2013, Yerevan, Armenia. Revised selected papers / Graphical Programming and Program Correctness Proof, by Igor Velbitskiy
- Вельбицкий И. В. Формирование технологии производства программ [Архівовано 22 вересня 2020 у Wayback Machine.] в содружестве Института кибернетики АН УССР и НПО «Электроприбор» // Сергеев Владимир Григорьевич – Главный конструктор систем управления [Архівовано 8 січня 2020 у Wayback Machine.]. К 100-летию со дня рождения. Харьков: © ПАО «Хартрон», 2014